# منصور ضابطیان
منصور علی ضابطیان (زادهٔ ۷ آذر ۱۳۴۹) روزنامه‌نگار، کارگردان، مجری رادیو و تلویزیون، پادکست‌ساز، نویسنده و تهیه‌کننده ایرانی است.

## تحصیلات و فعالیت‌ها
ضابطیان در سال ۱۳۶۹ کاردانی رشته علوم آزمایشگاهی را در دانشگاه علوم پزشکی گیلان به پایان رساند و پس از چند سال رشته تحصیلی خود را تغییر داد و رشته سینما را در دانشگاه ادامه داد. او مدتی مدرس دوره‌های آزاد آموزش گویندگی و اجرا در دانشکده خبر نیز بود.
او کار حرفه‌ای را با روزنامه‌نگاری شروع کرد و مصاحبه‌ها و گزارش‌های مختلفی برای مجلات و روزنامه‌های حیات نو، چلچراغ، گزارش فیلم و کلک می‌نوشت. در سال ۱۳۷۸ کار در تلویزیون را آغاز کرد. سبد، مردم ایران سلام، جغرافیای فریاد، فرش واژه، نقره، رادیو هفت و صدبرگ از معروف‌ترین کارهای او در تلویزیون است. وی همچنین کارگردانی برنامهٔ وقت خواب از شبکه‌های اینترنتی را در کارنامه خود دارد.
ضابطیان کتابی با عنوان مارک و پلو نوشته که حاوی شرح سفرهایش در قالب مصاحبه و گزارش به کشورهای فرانسه، اسپانیا، لبنان، هندوستان، ایتالیا، اتریش، ارمنستان، کره جنوبی و آمریکاست. او با افراد سرشناسی مثل لی یونگ آئه و نجف دریابندری مصاحبه کرده‌است.
منصور ضابطیان همواره با ابزارهای بروز حوزه مدیا همراه بوده است. با توسعه فضای پادکست٬ او هم این فضا را دستمایه تولیدات صوتی و گاها تصویری خود کرده است. پادکست جعبه٬ تلاشی ارزشمند در حوزه معرفی فرهنگ و ادبیات بوده و هست.
ضابطیان دو سال پی در پی جایزه قلم بلورین بهترین گفتگوی سال و یک سال هم جایزه قلم بلورین بهترین گزارش سال را در جشنواره مطبوعات کسب کرده‌است.

## کتاب‌ها
- اگر یک سوسمار بودیم…، منصور ضابطیان، ناشر: آفتابگردان، ۱۳۸۵
- اگر یک زرافه داشتیم…، منصور ضابطیان، ناشر: آفتابگردان، ۱۳۸۵
- مارک و پلو: مجموعه‌ای از سفرنامه‌ها و عکس‌ها، منصور ضابطیان، ناشر: مثلث، ۱۳۸۹
- مارک دو پلو: مجموعه‌ای از سفرنامه‌ها و عکس‌ها، منصور ضابطیان، ناشر: مثلث، ۱۳۹۳
- برگ اضافی: مجموعه‌ای از سفرنامه‌ها و عکس‌ها، منصور ضابطیان، ناشر:مثلث، ۱۳۹۴
- سباستین: سفرنامه و عکس‌های کوبا، ناشر: مثلث، زمستان ۱۳۹۵
- چای نعنا: سفرنامه و عکس‌های مراکش، ناشر: مثلث، زمستان ۱۳۹۶
- موآ: سفرنامه و عکس‌های ویتنام، ناشر: مثلث، زمستان ۱۳۹۷
- بی‌زمستان: سفرنامه و عکس‌های تاجیکستان، آذربایجان و گرجستان، ناشر: مثلث، پاییز ۱۳۹۸
- سه‌رنگ: غذانوشت‌های ایتالیا، ناشر: مثلث، تابستان 1399
- از اون روزا که عکسا، ناشر: مون، 1400
- استامبولی: نوشته‌ها و عکس‌های استانبول، ناشر: مون، بهار ۱۴۰۱
- نوشابه زرد: نوشته‌ها و عكس‌های سفر به كانادا، ناشر: مون، 1402
- دو دستی: نوشته‌ها و عکس‌های سفر به ژاپن، ناشر: مون، 1403